# Sweetbox (album)
Sweetbox è il primo album in studio del gruppo musicale statunitense Sweetbox, pubblicato nel 1998.

## Il disco
Il disco è uscito negli Stati Uniti con una tracklist differente e con il titolo Everything's Gonna Be Alright, che è inoltre il titolo del singolo di maggior successo del gruppo, basato sulla Aria sulla quarta corda di Johann Sebastian Bach.
Si tratta dell'unico album realizzato con Tina Harris alla voce.

## Tracce
Edizione standard
1. Introduction – 1:09
2. Don't Go Away – 3:09
3. Interlude – 0:20
4. He Loves Me – 3:19
5. Mama Papa – 3:35
6. Interlude – 0:20
7. Candygirl – 2:52
8. Everything's Gonna Be Alright – 3:11
9. Interlude – 0:19
10. Never Never – 3:19
11. If I Can't Have You – 3:23
12. Get On Down – 3:03
13. I'll Die For You (feat. D. Christopher Taylor) – 3:09
14. No No – 3:43
15. Here We Go Again – 3:22
16. Another Minute (feat. D. Christopher Taylor) – 3:18
17. One More Time – 2:49
18. Don't Go Away (Brucie's 2Bad Gordie Mix) – 3:07
19. Everything's Gonna Be Alright (Classic Version) – 3:00